# 艾麗莎·安·海因斯
艾麗莎·安·海因斯（或译作艾莉莎·安·海因斯，羅馬化：Allyssa Ann Hines，2003年5月31日—），小名Lisa，漢名黃麗莎，為泰國第3電視台旗下的泰裔美國女演員及歌手。

## 早期生活
Lisa出生於2003年5月31日，為家中長女，有一個弟弟，擁有美國及泰國各半血統。目前就讀於瑪希敦大學文學院。

## 演藝經歷
進入演藝圈前，Lisa曾涉足泰國流行音樂界（T-pop），樂團名為“Daisy Daisy”，之後在Ch3Thailand的電視劇《黑色貞潔》中，作為值得一看的新興女演員而名聲大噪。

## 作品列表

### 電視劇
| 首播年份 | 戲名         | 戲名   | 播放平台    | 角色     | 備註 |
| 首播年份 | 譯名         | 原文名 | 播放平台    | 角色     | 備註 |
| 2023年   | 《黑色貞潔》 |        | Ch3Thailand | Phraomai | 配角 |
| 2024年   | 《愛情繼續》 |        | Ch3Thailand | Mona     | 配角 |
| 待公布   | 《拉風情侶》 |        | Ch3Thailand |          | 主演 |

## 外部連結
- 艾麗莎·安·海因斯於Channel 3的簡介 （页面存档备份，存于）（泰文）
- 艾麗莎·安·海因斯的Instagram帳戶（泰文）
- 艾麗莎·安·海因斯的新浪微博
- 艾麗莎·安·海因斯的X（前Twitter）